# Верхнекемское
Верхнекемское — упразднённая деревня в составе Подгорновского сельсовета Енисейского района Красноярского края. Упразднена в 2021 г.

## Географическое положение
Деревня расположена на правом берегу реки Кемь в 13 км на юго-восток от центра сельсовета села Подгорное, и в примерно 48 км на юг по прямой от районного центра города Енисейск.

## Климат
Климат резко континентальный с низкими зимними температурами, застоем холодного воздуха в долинах рек и котловинах. В зимнее время над поверхностью формируется устойчивый Сибирский антициклон, обусловливающий ясную и морозную погоду со слабыми ветрами. Континентальность климата обеспечивает быструю смену зимних холодов на весеннее тепло. Однако низменный рельеф способствует проникновению арктического антициклона. Его действие усиливается после разрушения сибирского антициклона с наступлением теплого периода. Поэтому до июня бывают заморозки. Средние многолетние значения минимальных температур воздуха в самые холодные месяцы — январь и февраль — составляет −25…-27°С, а абсолютный минимум достигает −53…-59°С. Средние из максимальных значений температуры для наиболее теплого месяца (июля) на всем протяжении долины колеблются в пределах 24 — 25°С, а абсолютные максимумы температур в летние месяцы достигают значений в 36 — 39°С. Зима продолжительная. Период со средней суточной температурой ниже −5° на всей протяженности составляет около 5 месяцев (с ноября по март). Ниже 0° — около полугода. Продолжительность безморозного периода в рассматриваемом районе составляет 103 дня, при этом первые заморозки наблюдаются уже в начале сентября. Последние заморозки на поверхности почвы могут наблюдаться в мае.

## История
В августе 1945 года Енисейской лесозаготовительной конторой Норилькомбината и НКВД СССР был образован Кемской лесозаготовительный пункт с местом резиденции в деревне Подгорная. А в 1956 году лесоучасток получил название Верхне-Кемское (сейчас Верхнекемское).
Деревня просуществовала до конца 90-х годов. В ней находился леспромхоз, хорошо была развита соц.структура: магазины (ОРС); общеобразовательная школа; больница; клуб; отделение связи; парк, где отдыхали местные жители. Кроме того, здесь был небольшой аэродром и осуществлялись регулярные авиаперевозки пассажиров. От деревни в северо-восточном направлении уходила дорога, связывающая его с городом Лесосибирском; а в западном направлении, через реку Кемь, дорога к трассе, дающей выход как на село Пировское, так и на город Енисейск. Для автотранспорта через реку, в зимний период, налаживалась ледовая переправа, а летом — понтонный мост (для легковых автомобилей); тяжелая техника проходила реку вброд. Сейчас деревня полностью разграблена.

## Население
Постоянное население было 3 человека (2002).
| 2010 |
| ---- |
| 0    |